# ウツギ属
ウツギ属（うつぎぞく、学名：Deutzia、和名漢字表記：空木属）はアジサイ科の属の一つ。

## 特徴
落葉まれに常緑の低木で、植物体全体に星状毛がある。若い枝には髄があり、古くなると中空になる。葉は単葉で短い柄をもって対生し、縁に鋸歯があり、托葉はない。側枝の先端に集散状円錐花序または集散花序をつけ、多数の花をつける。萼片は5個。花弁は5個あり、多くは白色で、ときに淡紅色、淡紫色がある。雄蕊はふつう10個ある。
東アジアからヒマラヤに多く分布し、世界に約60種ある。日本では次の12種が知られるほか、品種、雑種、外来種がある。

## 日本の種
- ウメウツギ Deutzia uniflora Shirai
- マルバウツギ Deutzia scabra Thunb.
- マルバコウツギ Deutzia bungoensis Hatus.
  - ツクシウツギ Deutzia scabra Thunb. var. sieboldiana (Maxim.) H.Hara
- ヤエヤマウツギ  Deutzia yaeyamensis Ohwi
- ヒメウツギ Deutzia gracilis Siebold et Zucc.
  - ナチウツギ Deutzia gracilis Siebold et Zucc. var. pauciflora Sugim.
- アオコウツギ Deutzia ogatae Koidz.
- ブンゴウツギ Deutzia zentaroana Nakai
- ウラジロウツギ Deutzia maximowicziana Makino
- オオシマウツギ Deutzia naseana Nakai
  - オキナワヒメウツギ　Deutzia naseana Nakai var. amanoi (Hatus.) Hatus. ex H.Ohba
- ウツギ Deutzia crenata Siebold et Zucc.
- コウツギ Deutzia floribunda Nakai
- コミノヒメウツギ Deutzia hatusimae H.Ohba, L.M.Niu et Minamitani